# SHIZUOKA TOP40
SHIZUOKA TOP40（シズオカ・トップ・フォーティー）は、静岡エフエム放送（K-mix）で放送されていたランキング形式の音楽番組（カウントダウン番組）である。
K-mix本社1階の「ビュースタ」からの公開生放送。

## 番組概要
- K-mix独自の音楽チャート上位40曲をカウントダウン形式で紹介する。
- 洋楽とJ-POPをミックスさせたランキングが特徴である。

変遷
- 前身番組は、土曜11:00 - 12:55に放送されていたK-MIX SHIZUOKA HOT30。
- 2003年4月から2011年3月まで、単独番組K-MIX SHIZUOKA TOP40として、金曜日の13時00分 - 17時20分に放送されていた。
- 2011年4月より、K-MIX Rainbow Fly-Day（現・K-mix Rainbow Fly-Day DX）のコーナー番組として放送されていた。
- 2015年4月より、K-mix SHIZUOKA HITS ON PARADEへと引き継がれ、「SHIZUOKA TOP40」の名称は使わなくなった。

チャートの特徴
- チャートは、県内CDショップ[1]のセールスデータ、県内のTSUTAYAのレンタルデータ、K-mixの生ワイド番組のオンエア回数・リクエスト回数、及び番組へのリクエスト数を、独自にポイント化してランキングする。
- K-MIX 8×8やMEGA PUSH TRACK、ボサノバカサノバといったK-mixに所縁のあるアーティストが上位に入りやすい傾向がある。「Bossanova Cassanova coupuling 久保ひとみ」の「今夜はふたり水いらず（静岡編）」は5か月に渡りトップ10入りを果たした。
- アルバムのセールスもポイントに加算されるため、アルバムに収録されている曲がランクインすることも多い。
- アイドル系やK-POP、声優の曲がランクインすることは稀である。

## K-MIX SHIZUOKA HOT30
概要

## K-MIX SHIZUOKA TOP40

### 概要
- 2003年の番組大改編により、金曜日に番組枠新設。
- 番組開始から2007年度までは、男女2名のパーソナリティが出演。リスナーが電話で番組に参加するコーナーを設けていた。
- 2008年4月より、パーソナリティに柴田聡を迎え、完全リニューアル。リスナー参加型コーナーを廃止、チャートの発表の時間、曲が流れる時間が長くなり、音楽性が強くなっている。番組ホームページのチャートには音楽配信サイトへのリンクが貼られるようになった。

### パーソナリティ
- 2003年4月 - 2006年3月：神谷幸恵・澤田達哉
- 2006年4月 - 2008年3月：廣木弓子・上野規行
- 2008年4月 - 2011年3月：柴田聡

代演
2009年7月24日の放送では柴田がおたふく風邪のため、また同年11月27日の放送では柴田が新型インフルエンザのため、いずれも宮本淳子が代演した。

### タイムテーブル （2010年度）
2008年4月より時間帯によるカウントダウンの順位の縛りが無くなったため、大まかな目安。
- 13:00 - オープニング・先週のトップ5
- 13:10頃 - カウントダウン（40位-21位）
- 13:14頃 - K-MIX Traffic Information
- 13:30頃 - ライブインフォメーション
県内で行われるコンサートの先行予約情報。休止の場合は引き続きカウントダウン。
- 14:00 - K-MIX HEADLINE NEWS・K-MIX Traffic & Weather Information
- 14:10頃 - ジャッジメントタイム〜きょうの選曲何点ですか?
週替わりのテーマに沿って柴田が3曲のプレイリストを作成。実際にオンエアしてリスナーが10点満点で採点する。結果は14:45頃発表。
- 14:20頃 - カウントダウン（20位-15位）
- 14:55 - Japan Furusato Network（TOKYO FM制作）
- 15:00 - CMに続いて、K-MIX HEADLINE NEWS・K-MIX Traffic & Weather Information
提供はACROSS。
- 15:10頃 - カウントダウン（14位-10位）
- 16:00 - K-MIX HEADLINE NEWS・K-MIX Traffic & Weather Information
提供は鈴与グループ、ミサワホーム静岡。
- 16:12頃 - カウントダウン（9位-4位）
- 16:40頃 - 柴田印
TOP40圏外の新曲紹介。
- 16:55 - K-MIX Traffic & Weather Information
提供はデンソー。
- 17:01 - 今週のトップ10（ダイジェスト）
- 17:05頃 - カウントダウン（3位-1位）
- 17:15頃 - エンディング

### その他
- 2011年3月11日は、東北地方太平洋沖地震の地震・津波の影響による緊急編成移行により、16時で番組は打ち切られた。（16時以降は、約10分おきに音楽を挟みつつ、地震・津波・交通などの最新情報の繰り返し）

## SHIZUOKA TOP40
- 静岡エフエム放送 > K-MIX Rainbow Fly-Day > SHIZUOKA TOP40
- 静岡エフエム放送 > K-mix Rainbow Fly-Day DX > SHIZUOKA TOP40

- K-MIX Rainbow Fly-Dayに内包されたことにより、時間枠が大幅に縮小。
- 1時間の番組枠で40曲全てを紹介している。40位から6位までは全てフラッシュで流し、5位から1位は一曲ずつ紹介している。
- このコーナーに対するリスナーからのリクエストやメッセージが廃止された。
- 2015年4月の改編でカウントダウン番組は『K-mix SHIZUOKA HITS ON PARADE』となった。kainatsuは当該番組に出演せず、次の番組である『K-mix LIFE! LIFE! LIFE!』に出演。

### 放送時間
- 2011年4月 - 2013年3月：金曜 14:10頃 - 14:45頃（約35分）
- 2013年4月 - ：金曜

### パーソナリティ
- 2011年4月 - 2013年3月：甲斐名都(kainatsu)
- 2013年4月 - ：kainatsu・辰巳健太郎

### タイムテーブル（過去）
- 14:10頃 - カウントダウン（40位 - 21位）
- 14:20頃 - カウントダウン（21位 - 6位）
- 14:30頃 - カウントダウン（5位 - 1位）

### タイムテーブル（現在）
2013年4月現在。

## 年間チャート
- 暦年の最後の放送は年間ランキングとなる。また、暦年の最初の放送はチャートの発表はなく特別編成となる。

年間1位の楽曲一覧
- 2005年 - Def Tech「My Way」
- 2006年 - GTP「冷凍みかん」
- 2007年 - 櫻井大介「お家へ帰ろう」
- 2008年 - 青山テルマ feat. SoulJa「そばにいるね」
- 2009年 - 甲斐名都「同じ空を見上げてる」
- 2010年 - LADY GAGA「Telephone feat. Beyonce」
- 2011年 - ズータンズ「カウボーイ」[3]
- 2012年 - SEKAI NO OWARI「眠り姫」[4]

## 備考
かつて、ランキングで初登場曲などは以下の5種類の効果音が流れていた。
- New Entry - 初登場曲
- Re Entry - 圏外から再び40位以内に入った曲
- This Week Highest Debut - 今週の最上位初登場曲
- This Week Greatest Gainer - 今週最もランクアップが大きかった曲
- K-MIX MEGA PUSH TRACK - K-MIXが月替わりでヘビーローテーションする曲